# Jacopo Barbello
Jacopo Barbello (Cremona, 1590 – 1656) è stato un pittore italiano del periodo barocco.

## Biografia
Nato a Cremona si formò a Napoli e fu attivo a Brescia e Bergamo.